# 24 Hours – Two Sides of Crime/Episodenliste
Diese Episodenliste enthält alle Episoden der flämischen Dramaserie 24 Hours – Two Sides of Crime. Die Fernsehserie umfasst derzeit eine Staffel mit 10 Episoden.
Bei der Erstveröffentlichung in Belgien wurde die Staffel in 12 Episoden aufgeteilt, bei der deutschen Ausstrahlung nur in 10 Episoden.

## Übersicht
| Staffel | Episodenanzahl | Erstveröffentlichung Belgien | Deutschsprachige Erstausstrahlung | Deutschsprachige Erstausstrahlung |
| Staffel | Episodenanzahl | Erstveröffentlichung Belgien | Staffelpremiere                   | Staffelfinale                     |
| ------- | -------------- | ---------------------------- | --------------------------------- | --------------------------------- |
| 1       | 10             | 26. März 2018                | 5. Oktober 2018                   | 10. Oktober 2018                  |

## Staffel 1
Die erste Staffel wurde am 26. März 2018 auf Telenet Play per Streaming veröffentlicht. Die deutschsprachige Erstausstrahlung sendete ZDFneo vom 5. Oktober bis zum 10. Oktober 2018.
| Nr. (ges.) | Nr. (St.) | Deutscher Titel | Originaltitel      | Erstveröffentlichung Belgien | Deutschsprachige Erstausstrahlung (D) | Regie                      | Drehbuch                       |
| --- | --------- | --------------- | ------------------ | ---------------------------- | ------------------------------------- | -------------------------- | ------------------------------ |
| 1 | 1         | Folge 1         | Aflevering 1 & 2   | 26. März 2018                | 5. Okt. 2018                          | Gilles Coulier & Dries Vos | Jonas Geirnaert & Julie Mahieu |
| Ein Bankraub erschreckt eine kleine flämische Stadt. Zwei Räuber machen sich auf den Weg zu einer Bankfiliale, wo sie Mitarbeiter, einen Kunden und zwei Kinder als Geiseln nehmen. Die Täter warten dann darauf, dass die Polizei bei der Bank eintrifft, um ihre Forderungen zu klären. Die Polizei kommt auf dem Gelände an und versucht, die Situation einzudämmen. Verhandlungen beginnen.                                                   |           |                 |                    |                              |                                       |                            |                                |
| 2 | 2         | Folge 2         | Aflevering 3       | 26. März 2018                | 6. Okt. 2018                          | Gilles Coulier             | Jonas Geirnaert & Julie Mahieu |
| Durch einen Schuss droht die Situation zu eskalieren. Ivo möchte wissen, was genau in der Bank passiert. Ibrahim hat es schwer zu verhandeln und Vos kann nicht aufhören an ihren kranken Vater zu denken. |           |                 |                    |                              |                                       |                            |                                |
| 3 | 3         | Folge 3         | Aflevering 4       | 2018                         | 6. Okt. 2018                          | Dries Vos                  | Jonas Geirnaert & Julie Mahieu |
| Die Räuber drängen die Geiseln, um so viel Geld wie möglich an einen sicheren Ort zu bringen, aber nicht jede Geisel ist bereit zu helfen. Als die Polizei drastische Maßnahmen ergreift, sieht es so aus, als würden die Dinge außer Kontrolle geraten. |           |                 |                    |                              |                                       |                            |                                |
| 4 | 4         | Folge 4         | Aflevering 5       | 2018                         | 7. Okt. 2018                          | Gilles Coulier             | Jonas Geirnaert & Julie Mahieu |
| Vos wird gegen ihren Willen aus dem Fall gedrängt, aber dieser macht ihr immer wieder sorge. Sie ist überzeugt, dass etwas nicht stimmt. Sie macht eine erstaunliche Entdeckung, die ein neues Licht auf die Dinge wirft. |           |                 |                    |                              |                                       |                            |                                |
| 5 | 5         | Folge 5         | Aflevering 6       | 2018                         | 7. Okt. 2018                          | Dries Vos                  | Jonas Geirnaert & Julie Mahieu |
| Eine der Geiseln weiß offenbar mehr über die Situation, aber die Geiseln scheinen einander zu vertrauen. Die Räuber bekommen einen Überraschungsbesuch und Susan steht vor einem dornigen Dilemma. |           |                 |                    |                              |                                       |                            |                                |
| 6 | 6         | Folge 6         | Aflevering 7       | 2018                         | 8. Okt. 2018                          | Gilles Coulier             | Jonas Geirnaert & Julie Mahieu |
| Die Polizei dringt heimlich in die Bank ein, um die Geiseln zu befreien und ihren Verdacht zu bestätigen. Arne hat große Schwierigkeiten, Presse und Öffentlichkeit im Dunkeln über die gesamte Operation zu halten. |           |                 |                    |                              |                                       |                            |                                |
| 7 | 7         | Folge 7         | Aflevering 8       | 2018                         | 8. Okt. 2018                          | Dries Vos                  | Jonas Geirnaert & Julie Mahieu |
| Die Polizei nähert sich den Räubern, die zunehmend nervös werden. Serge steht vor einer großen Konfrontation. |           |                 |                    |                              |                                       |                            |                                |
| 8 | 8         | Folge 8         | Aflevering 9       | 2018                         | 9. Okt. 2018                          | Gilles Coulier             | Jonas Geirnaert & Julie Mahieu |
| Noor ist verschwunden. Ein Suchtrupp wird für sie ausgesendet. Ibrahim und seine Kollegen haben begonnen, die freigelassenen Geiseln zu befragen. Ibrahim ist überzeugt, dass einer von ihnen lügt. |           |                 |                    |                              |                                       |                            |                                |
| 9 | 9         | Folge 9         | Aflevering 10      | 2018                         | 9. Okt. 2018                          | Gilles Coulier             | Jonas Geirnaert & Julie Mahieu |
| Es wird alles gegeben, Noor zu finden. Währenddessen entwickeln Elias und seine Handlanger einen Plan, um das Geld aufzuteilen. Aber das Ergebnis endet nicht für alle positiv. |           |                 |                    |                              |                                       |                            |                                |
| 10 | 10        | Folge 10        | Aflevering 11 & 12 | 2018                         | 10. Okt. 2018                         | Gilles Coulier             | Jonas Geirnaert & Julie Mahieu |
| Die Lösung des Falls ist nah. Polizei und Räuber werden frontal konfrontiert und die Situation verschlechtert sich zu einer weiteren Geiselnahme. Nerven sind gespannt und die Situation ist explosiv. Elias und Tommy hatten keine andere Wahl, als sich drinnen zu verstecken, während das Haus von der Polizei umstellt wurde. Sie versuchen, ihre Ruhe zu bewahren, aber Lügen und unerwartete Entdeckungen treiben die Dinge zum Siedepunkt. |           |                 |                    |                              |                                       |                            |                                |